# Dinite
La dinite è un minerale la cui scoperta è stata pubblicata nel 1852 in base ad un ritrovamento avvenuto in un giacimento di lignite a Castelnuovo Garfagnana, Toscana, Italia. La specie è stata ridefinita nel 1991 ed approvata dall'IMA.  Il nome del minerale è stato attribuito in onore del fisico italiano Olindo Dini.
Questo minerale è un idrocarburo aliciclico saturo, il 1-etile-1,5,5',13-tetrametile-peridrofenantrene. Si fonde con il calore della mano, a 33-34 °C, è molto solubile in cloroformio, diclorometano, tetracloruro di carbonio, toluene, mentre nel metanolo e nell'etanolo è solubile solo a caldo.

## Morfologia
La dinite è stata trovata sotto forma di cristalli simili al ghiaccio.

## Origine e giacitura
La dinite è chimicamente simile alla fichtelite ed all'hartite che derivano dal fenantrene e si trovano nei giacimenti di lignite pertanto probabilmente questo minerale è legato all'acido abietico che è il principale costituente degli acidi terpenici.